# Guerra civil bizantina de 1341-1347
La guerra civil bizantina de 1341-1347, también llamada segunda guerra civil paleóloga fue un conflicto que estalló después de la muerte de Andrónico III Paleólogo por la tutela de su hijo de nueve años —y heredero del trono bizantino— Juan V Paleólogo. De un lado estaba el principal ministro de Andrónico III, Juan VI Cantacuceno y, del otro, la emperatriz viuda Ana de Saboya, el patriarca de Constantinopla Juan XIV Kalekas y el megaduque Alejo Apocaucos, regentes de Juan V. La guerra polarizó la sociedad bizantina según sus clases sociales: la aristocracia apoyó a Cantacuzeno y las clases media y baja respaldaron a los regentes. De forma menos acentuada, el conflicto también tuvo aspectos religiosos, pues el imperio estaba en aquella época envuelto en la controversia hesicasta y los seguidores de las doctrinas místicas de los hesicastas generalmente favorecían a Cantacuzeno.
Como principal consejero y amigo más íntimo del emperador Andrónico III, Cantacuzeno se hizo tutor del pequeño Juan V cuando el monarca murió en junio de 1341. Mientras Cantacuzeno se hallaba ausente de la capital en septiembre del mismo año, un golpe de Estado encabezado por Alejo Apocaucos y por el patriarca Juan XIV les permitió hacerse con el poder, con el apoyo de la emperatriz viuda Ana, y establecer una nueva regencia. En respuesta, el ejército de Cantacuzeno y sus aliados lo proclamaron coemperador en octubre, lo que acentuó el cisma entre él y la nueva regencia. La disputa política inmediatamente se transformó en conflicto armado.
Durante los primeros años de la contienda, las fuerzas de la nueva regencia gozaron de ventaja frente al enemigo. Como resultado de diversas revueltas antiaristocráticas, principalmente la de los zelotes de Tesalónica, los regentes se apoderaron de numerosas ciudades de Tracia y de Macedonia. Con la ayuda de Esteban Dušan de Serbia y de Umur Beg de Aydın, Cantacuzeno consiguió revertir esta situación desfavorable. Alrededor de 1345, a pesar de la deserción de Dušan y de la retirada de Umur, mantuvo la iniciativa con la ayuda de Orhan I, gobernante del Emirato otomano. El asesinato del megaduque Apocaucos, principal administrador de la regencia, en junio de 1345, fue un duro golpe para esta. Formalmente coronado emperador en Adrianópolis en 1346, Cantacuzeno entró en Constantinopla el 3 de febrero de 1347. Como parte del acuerdo, reinaría diez años como emperador principal y regente de Juan V hasta que el muchacho alcanzara edad suficiente para gobernar conjuntamente con él. A pesar de esta aparente victoria, la reanudación de las hostilidades forzó a Juan VI Cantacuzeno a abdicar y hacerse monje en 1354.
Las consecuencias del prolongado conflicto fueron desastrosas para el Imperio bizantino, que había conseguido una cierta estabilidad con Andrónico III. Siete años de guerra, la presencia de ejércitos mercenarios, las revueltas y la extensión de la peste negra arrasaron el Estado. El conflicto también permitió que Dušan conquistara Albania, Epiro y la mayor parte de Macedonia, donde fundó el Imperio serbio. El Imperio búlgaro también conquistó el territorio al norte del río Evros.

## Situación: Bizancio a comienzos delsigloXIV
En 1341, el Imperio bizantino, antaño una potencia, estaba en proceso de transición. A pesar de que Constantinopla volvía a ser la capital imperial y de la recuperación de parte del antiguo poderío con Miguel VIII Paleólogo (1259-1282), las políticas aplicadas durante su reinado agotaron los recursos del Estado y la fuerza recuperada se perdió durante el reinado de su sucesor, Andrónico II Paleólogo (1282-1328). Durante su largo reinado, las restantes posesiones bizantinas en Asia Menor cayeron gradualmente en manos de los turcos, principalmente del recién fundado Emirato otomano. Este proceso produjo una ola de refugiados que se dirigían hacia las provincias europeas del Imperio a la vez que la Compañía Catalana extendía el caos en los dominios imperiales. Los impuestos también subieron enormemente para sufragar los tributos entregados a los enemigos. Una combinación de descontento con esta situación y de ambición personal incitó al nieto y heredero del emperador, el joven Andrónico III Paleólogo, a rebelarse. Apoyado por un grupo de jóvenes aristócratas encabezados por Juan Cantacuzeno y Sirgiano Paleólogo, Andrónico III depuso a su abuelo después de una serie de conflictos acaecidos durante la década de 1320. Aunque logró derrocar al viejo emperador, la guerra no trajo beneficios para el imperio, pues sus vecinos —serbios, búlgaros, turcos, genoveses y venecianos— aprovecharon las luchas intestinas de los bizantinos para conquistar territorios o extender su influencia en él.

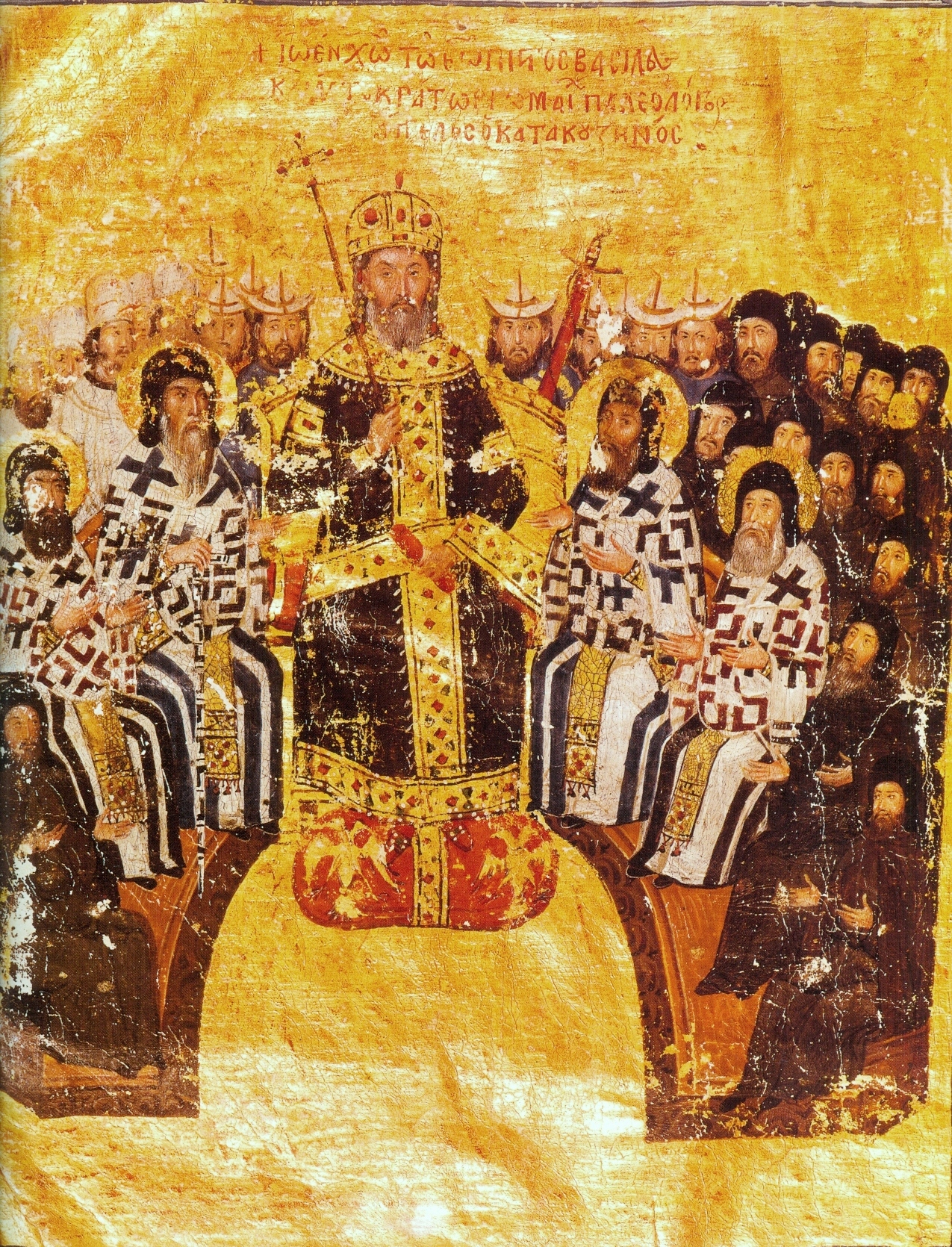
Juan VI Cantacuzeno presidiendo un sínodo en torno a 1370. Miniatura de un manuscrito de las obras teológicas de Juan VI. Actualmente en la Biblioteca Nacional de Francia, París (Ms. grec 1242).

Hijo único de un antiguo gobernador de los territorios bizantinos en Morea, Juan Cantacuzeno era pariente de los Paleólogos por parte de madre. Heredó abundantes tierras en Macedonia, Tracia y Tesalia, y era amigo de la infancia y el principal y más estrecho consejero de Andrónico III. Durante el reinado de este, entre 1328 y 1341, Cantacuzeno actuó como principal ministro con el cargo de gran doméstico, el comandante en jefe del Ejército bizantino. La relación entre los dos continuó siendo estrecha y, cuando Andrónico III, entonces aún sin herederos (Juan V nació más tarde, en 1332), cayó enfermo en 1330, insistió en que Cantacuzeno fuera proclamado emperador o regente a su muerte. El lazo entre ambos se reforzó aún más en la primavera de 1341, cuando el primogénito de Cantacuzeno, Mateo Cantacuceno, se casó con Irene Paleóloga, una sobrina del emperador.
Al contrario de Andrónico II, que dispersó el Ejército y la Marina bizantinos, y que favorecía a monjes e intelectuales, Andrónico III era un gobernante enérgico que dirigía personalmente sus tropas en las campañas militares. En 1329, su primera ofensiva contra los otomanos concluyó con una desastrosa derrota en la batalla de Pelecano, a la que siguió el rápido desbaratamiento de las posiciones bizantinas en Bitinia. Campañas subsiguientes en los Balcanes le permitieron, sin embargo, mantener íntegro su tambaleante reino. Tesalia y el Despotado de Epiro, dos territorios que se habían separado del imperio después de la Cuarta Cruzada, volvieron al dominio bizantino casi sin derramamiento de sangre en 1328 y 1337 respectivamente. Andrónico III también reconstruyó una pequeña flota, que le permitió recuperar la rica y estratégica isla de Quíos de los genoveses de la familia Zaccaria en 1329, además de conseguir la alianza de Andreolo Cattaneo, el gobernador genovés de Focea, en Anatolia. En 1335, sin embargo, Cattaneo, con ayuda de los genoveses, capturó la isla de Lesbos. El emperador envió una flota para recuperarla y conquistar Focea y solicitó la ayuda de los emires turcos de Saruhan y Aydın. El de Saruhan envió tropas y pertrechos, pero el gobernante de Aydın, Umur Beg, acudió en persona a reunirse con el emperador. Durante esta visita Cantacuzeno y Umur trabaron una amistad estrecha y duradera, además de firmar una alianza.
La guerra contra Serbia de 1331-1334 fue menos favorable para el emperador ya que diversas ciudades de Macedonia fueron capturadas por los serbios acaudillados por el renegado Sirgiano Paleólogo. Solamente el asesinato de este interrumpió las conquistas serbias, junto con la amenaza de una invasión húngara; los dos contratiempos obligaron al gobernante serbio, Esteban Dušan, a tratar con el emperador. La paz acordada entre Andrónico III y Dušan fue importante para el futuro de las relaciones bizantino-serbias. Por primera vez, los bizantinos reconocieron las grandes ganancias territoriales que los serbios habían obtenido a costa del imperio en la región céntrica de los Balcanes durante el reinado de Andrónico II. Como resultado del pacto, Dušan trasladó su capital y el núcleo de su reino, al sur, a Prilep.
Aunque la pérdida de Asia Menor fue irreversible, los éxitos en Epiro y Tesalia llevaron a la consolidación del imperio en las regiones grecoparlantes del sur de los Balcanes. Andrónico III y Cantacuzeno planearon otras campañas para recuperar los principados latinos de la Grecia meridional, un proyecto de gran importancia a largo plazo pues, como escribe el historiador Donald Nicol:

Si toda la península griega pudiese unificarse bajo gobierno bizantino, el Imperio tendría de nuevo una estructura homogénea, capaz de hacer frente a los serbios, los italianos y otros enemigos. Sería pequeño, pero podría formar una unidad económica y administrativa compacta y manejable que abarcase desde el cabo Matapán a Tesalónica y Constantinopla.

## Regencia de Cantacuzeno: de junio a septiembre de 1341
Después de una corta enfermedad, Andrónico III falleció la noche del 14 al 15 de junio de 1341 con tan solo cuarenta y cinco años. Su hijo de nueve años, Juan V, era el sucesor obvio, pero aún no había sido oficialmente proclamado o coronado coemperador, lo que originó un vacío legal y suscitó la cuestión de quién debía dirigir el gobierno imperial.
Según la costumbre bizantina, la emperatriz viuda presidía automáticamente la regencia. Sin embargo, a pesar de la falta de nombramiento formal, Cantacuzeno asumió la tutela de los hijos de Andrónico III y de la emperatriz viuda Ana de Saboya en palacio y, en una reunión del Senado bizantino, solicitó para sí la regencia y el gobierno del imperio, justificando su petición por su estrecha asociación con el finado emperador. También exigió que Juan V fuera desposado con su propia hija, Helena Cantacucena. El patriarca de Constantinopla, Juan XIV Kalekas, rechazó esto y presentó un documento de Andrónico que databa de 1334 en el que le otorgaba la tutela de la familia imperial cuando falleciese. Solo gracias a la protesta de las tropas de la capital el 20 de junio, consiguió Cantacuzeno que se lo aceptase como regente y asegurarse el control del Gobierno, además de mantener el del Ejército como gran doméstico. Sin embargo, la oposición a Cantacuzeno comenzó a unirse en torno al patriarca, hombre obstinado y decidido a participar activamente en el gobierno del imperio, de la emperatriz viuda, que temía que Cantacuzeno pudiera eliminar a su hijo y, por último, de Alejo Apocaucos, el ambicioso megaduque (comandante en jefe de la Marina bizantina y jefe de la burocracia gubernamental). «Hombre nuevo» —no era noble— promovido a altos cargos por ser el favorito de Andrónico III y, posiblemente, el hombre más rico del imperio en 1341, Apocaucos no contaba con la confianza de la aristocracia hereditaria. Los únicos relatos del periodo, las memorias de Cantacuzeno y la historia de Nicéforo Grégoras, con sus sesgos aristocráticos, trazan una imagen muy negativa de él. Según Cantacuzeno, la adhesión de Apocaucos al grupo del patriarca fue el resultado de su ambición personal: buscaba medrar y había intentado convencer a Cantacuzeno de proclamarse emperador; cuando este rechazó la propuesta, cambió secretamente de bando.
En opinión de Donald Nicol, si Cantacuzeno hubiera permanecido en Constantinopla, quizá no se hubiese desafiado su autoridad. Como gran doméstico y regente, sin embargo, era su misión lidiar con los distintos enemigos del imperio que trataban de aprovecharse de la muerte del emperador. Dušan invadió Macedonia, el emir de Saruhan realizó incursiones en la costa de Tracia y el zar Iván Alejandro amagó con declarar la guerra. En julio, Cantacuzeno dejó la capital al frente de un ejército y delegó el poder gubernamental en Apocaucos, al que aún creía leal a su persona. La campaña de Cantacuzeno resultó victoriosa. Convenció a Dušan para que se retirase y repelió los ataques turcos, mientras que Iván Alejandro, amenazado por una flota del Emirato de Aydın, finalmente renovó el tratado de paz con Bizancio. Para coronar sus éxitos, Cantacuzeno recibió una embajada de los barones latinos del Principado de Acaya, situado en la región de Morea. La delegación estaba dispuesta a someter la región a cambio de que se garantizasen sus propiedades y derechos. Era una oportunidad única, como Cantacuzeno reconoció en sus memorias, ya que el Ducado de Atenas, controlado por los catalanes, haría lo propio, lo que consolidaría el control bizantino de Grecia.
Fue en este momento cuando Cantacuzeno recibió graves noticias de la capital. A finales de agosto, Apocaucos dio un golpe e intentó secuestrar a Juan V para mantenerlo como rehén. Habiendo fracasado, huyó a su fortaleza de Epibates, donde lo cercaron las tropas imperiales. Cantacuzeno retornó a Constantinopla a comienzos de septiembre y permaneció allí algunas semanas, en consultas con la emperatriz. En el camino de vuelta a Tracia para preparar la campaña de Morea, acudió a Epibates, perdonó a Apocaucos y le devolvió sus anteriores cargos.

## Guerra: otoño de 1341

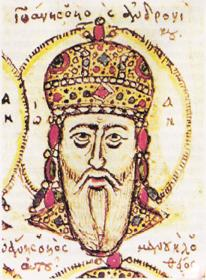
Juan V Paleólogo. Miniatura de la Historia de Juan Zonaras, del siglo, actualmente en la Biblioteca Estense Universitaria, en Módena, en Italia (Mutinensis gr.122, f.294r).

La segunda partida de Cantacuzeno resultó un grave error. De vuelta en la capital, sus enemigos aprovecharon su ausencia. Apocaucos juntó a un grupo de aristócratas con altos cargos en el gobierno, incluyendo hombres como el gran drungario Juan Gabalas y Jorge Cumno, con lazos con su familia debido a las bodas de sus hijos. El patriarca Juan Kalekas, apoyado por el grupo de Apocaucos y por la autoridad de la emperatriz viuda, destituyó a Cantacuzeno de sus cargos y lo proscribió. El propio Kalekas fue proclamado regente y Apocaucos, eparca de Constantinopla. Los parientes y aliados de Cantacuzeno fueron prendidos o forzados a huir de la ciudad, y se confiscaron sus propiedades. Aunque la esposa e hijos de Cantacuzeno estaban a salvo en su fortaleza en Didimótico, la regencia mantuvo a su madre, Teodora, en prisión domiciliaria y las privaciones que sufrió le produjeron la muerte.
Conforme los primeros grupos de aliados que huían de la capital llegaban a Didimótico, Cantacuzeno, por cuenta propia, intentó negociar con la nueva regencia, pero esta se negó a tratar con él. Finalmente se vio forzado a actuar y, el 26 de octubre de 1341, el ejército (dos mil jinetes y cuatro mil soldados de infantería, según Grégoras) y sus aliados, principalmente tropas aportadas por la aristocracia terrateniente, lo proclamaron emperador. Aunque se presentó oficialmente como emperador de menor rango que Juan V y alegó estar actuando en nombre del muchacho, al arrogarse el trono de hecho precipitó la guerra civil. Cantacuzeno aún esperaba que una negociación pudiera resolver la situación, pero todos sus enviados fueron prendidos y todos sus aliados excomulgados por el patriarca Juan XIV. El 19 de noviembre de 1341, la regencia respondió a la proclamación de Cantacuzeno con la coronación oficial de Juan V.
La reacción a la proclamación de Cantacuzeno causó un ruptura en la sociedad bizantina: los ricos y poderosos magnates propietarios de tierras (tradicionalmente llamados dynatoi, «los poderosos»), que dominaban las regiones rurales, rápidamente se unieron en su favor, mientras que la población en general, que vivía en condiciones abyectas sometida a una onerosa tributación, apoyaba a la emperatriz viuda y al patriarca. Apocaucos fue especialmente veloz en capitalizar esta división y en fomentar el descontento con la aristocracia al publicar por todo el territorio las inmensas riquezas que había confiscado en las casas y propiedades de Cantacuzeno y de sus aliados. En las palabras de Donald Nicol:

Fue contra él [Cantacuceno] y todo lo que representaba como aristócrata terrateniente millonario contra lo que la población se rebeló. «Cantacuzenismo» se convirtió en el grito de guerra, el lema del descontento.

Así, la división social de la guerra civil se reflejó en la formación de una facción rural y otra urbana. Las ciudades, dominadas por la burocracia civil de clase media y por los mercaderes, favorecían una economía más mercantil y relaciones más próximas con las repúblicas marítimas italianas, mientras que la población rural permanecía controlada por la aristocracia más conservadora, que derivaba su riqueza de sus propiedades y, tradicionalmente, era refractaria a las actividades comerciales y al emprendimiento, vistos como indignos. El estrato social más bajo tendía a apoyar a la facción dominante: las clases medias en las ciudades y los magnates en el campo.
Polarizaciones de esta naturaleza no eran un hecho nuevo en el Imperio bizantino. Existen pruebas de competencia entre la aristocracia y las clases medias urbanas en las esferas política, económica y social a partir del siglo XI, pero la escala del conflicto que estalló en 1341 no tenía precedentes. Esta clase de conflictos se reflejó también en el Imperio de Trebisonda —todavía bizantino, aunque se estaba segregando del imperio—, donde las facciones urbanas proimperiales se enfrentaron con la aristocracia terrateniente de la provincia entre 1340 y 1349. Las tendencias más conservadoras y antioccidentales de los aristócratas y sus lazos con los monasterios, ferozmente ortodoxos y anticatólicos, también ayudan a explicar la conexión con el movimiento místico del hesicasmo promovido por Gregorio Palamás, cuyos puntos de vista eran generalmente rechazados en las ciudades. Aunque importantes excepciones mantengan el tema abierto a la discusión, en la concepción popular de la época (y en la historiografía tradicional), se identificaba el «palamismo» con el «cantacuzenismo». La posterior victoria de Cantacuzeno también significó una victoria del hesicasmo, confirmado en el Quinto Concilio de Constantinopla de 1351. El hesicasmo se volvió un pilar de la tradición ortodoxa, incluso cuando la Iglesia católica lo tachó de herejía (véase controversia hesicasta).
La primera manifestación de esta división social apareció en Adrianópolis, donde, el 27 de octubre, la población expulsó a los aristócratas de la ciudad, apoderándose de ella en nombre de la regencia. Este acontecimiento se repitió las semanas siguientes en varias ciudades por toda Tracia y Macedonia, en las que la población declaró su preferencia por la regencia frente a las fuerzas del «cantacuzenismo». En esta atmósfera hostil, muchos soldados de Cantacuzeno lo abandonaron y retornaron a Constantinopla. En Didimótico, sin embargo, la revuelta popular fue sofocada y la ciudad permaneció como un bastión de Cantacuzeno en Tracia durante toda la guerra.

## Cantacuzeno solicita la ayuda de Dušan: 1342

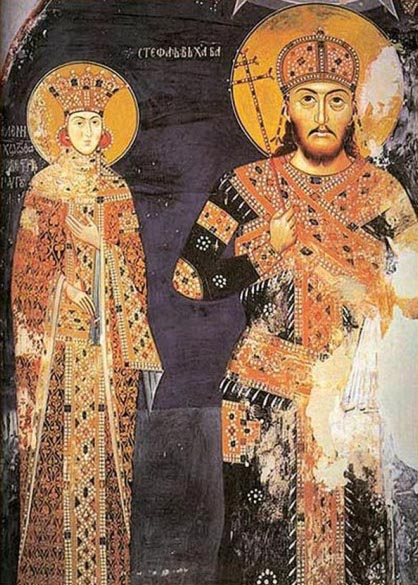
Esteban Dušan y su esposa Helena. Fresco del siglo del Monasterio de Lesnovo, en la actual Macedonia del Norte.

Cuando las fuertes nevadas impidieron las campañas en el invierno siguiente, Cantacuzeno aprovechó para enviar una embajada, que incluyó monjes del Monte Athos, a Constantinopla. Sin embargo, el patriarca tampoco escuchó a estos. En esta época, casi todas las provincias bizantinas y sus gobernadores se habían decantado a favor de la regencia. Únicamente Teodoro Sinadeno, un antiguo aliado de Cantacuzeno que era el gobernador de la segunda mayor ciudad del imperio, Tesalónica, tomó partido por él. Sinadeno mantuvo su alianza con Cantacuzeno en secreto y no la comunicó a la población de la urbe, que pretendía rendir con el apoyo de la aristocracia local. Además de él, Hrelja, señor serbio y gobernante de hecho de Strumica y del valle del río Estrimón, parecía también inclinado a apoyar a Cantacuzeno. En consecuencia, en cuanto el tiempo mejoró, el 2 de marzo de 1342, Cantacuzeno dejó a su esposa Irene Asanina, a su cuñado Manuel Asen y a sus hijas guardando Didimótico y marchó al oeste con su ejército, en dirección a Tesalónica. De camino, atacó primero Periteorio, pero el asalto no tuvo éxito y continuó la marcha. Consiguió entonces tomar el fuerte de Melnik, donde se encontró con Hrelja para firmar una alianza. Los dos ejércitos combinados marcharon entonces en dirección a Tesalónica, pero llegaron demasiado tarde. Al aproximarse a la ciudad, se encontraron con Sinadeno y los aristócratas, que se habían visto obligados a huir debido a una revuelta encabezada por un grupo popular radical, los zelotes. Enseguida, una flota de setenta navíos mandada por Apocaucos aseguró la ciudad. Sinadeno, cuya familia había quedado en Tesalónica, se pasó a las filas de la regencia. Se nombró al hijo de Apocaucos, Juan, gobernador de la localidad, aunque el poder de hecho estuviera en manos de los zelotes que, durante los siete años siguientes, disfrutaron de un régimen autónomo sin par en el Imperio bizantino.
Mientras, el ejército de la regencia realizó una campaña en Tracia, que le permitió tomar posesión de las ciudades ya dominadas gracias a las revueltas populares. Con Tesalónica fuera de su alcance, sus líneas de comunicacionales cortadas y su ejército reducido a menos de dos mil hombres (la mitad de los cuales pertenecían a Hrelja) por las deserciones, Cantacuzeno tuvo que retirarse al norte, a Serbia, donde esperaba recavar el apoyo de Esteban Dušan. Poco después Hrelja también abandonó a Cantacuzeno y se unió a la regencia, esperando conseguir como recompensa la entrega de Melnik. En junio de 1342, Cantacuzeno se encontró con Dušan en Pristina. El gobernante serbio pareció inicialmente reacio a firmar cualquier tipo de alianza. Sin embargo, acuciado por los nobles, especialmente el poderoso Jovan Oliver, comprendió que no podía desperdiciar esta oportunidad única de expandir sus dominios hacia el sur. Desesperado por obtener ayuda, Cantacuzeno aparentemente acordó que los serbios conservasen las ciudades que tomaran, a pesar de que en su propio relato posterior afirma lo contrario. Según Nicéforo Grégoras, los serbios exigieron toda la Macedonia al oeste de Cristópolis (Kavala), excepto Tesalónica y sus alrededores. La única excepción que obtuvo Cantacuzeno fue para las ciudades que se rindiesen a él personalmente. Para sellar el pacto, el hijo menor de Cantacuzeno, Manuel, debía casarse con la hija de Jovan Oliver, lo que finalmente no sucedió porque Dušan rompió más tarde la alianza. Hrelja también participó en el pacto a cambio de la entrega de Melnik por la guarnición de Cantacuzeno, que defendía la ciudad. Después de su muerte a finales del mismo año, Melnik fue conquistada por Dušan.
A finales del verano de 1342, Cantacuzeno, acompañado por diversos señores serbios, marchó a Macedonia al frente de una fuerza greco-serbia con el objetivo de alcanzar Didimótico, defendido por su esposa. Su avance fue interrumpido casi de inmediato en Serres cuando la ciudad rechazó rendirse y, en el cerco que siguió, una epidemia aniquiló a casi todos sus hombres, lo que lo obligó a replegarse a Serbia acompañado tan solo de quinientos supervivientes. Dušan dirigió una campaña paralela —y con mayor fortuna— en la que conquistó Vodena. Las fuerzas griegas tomaron también Flórina y Kastoriá inmediatamente después, lo que extendió el dominio serbio en la Macedonia occidental. Los serbios también se apoderaron de Albania, de forma que, en el verano de 1343, con la excepción de Dirraquio, gobernada por los angevinos, dominaban toda la región. Cundió la desesperación entre los partidarios de Cantacuzeno. Circulaban rumores en Constantinopla de que este, desilusionado, planeaba retirarse al monte Athos como monje y estallaron revueltas en la ciudad, en las que murieron varios nobles y en las que la población saqueó algunas de sus mansiones.
A finales del otoño, la emperatriz Ana envió dos embajadas a Dušan para intentar convencerlo de que le entregarse a Cantacuzeno, pero el gobernante serbio, buscando aprovechar al máximo su alianza, se negó. La suerte de Cantacuzeno comenzó a mejorar cuando una delegación de nobles de Tesalia fue a su encuentro y se ofreció a aceptar su autoridad. Cantacuzeno designó a su pariente Juan Ángelo gobernador de la provincia. Aunque fuera de hecho semiindependiente, Ángelo se mostró leal y efectivo. Inmediatamente hizo que Epiro —que había gobernado en nombre de Andrónico III en 1340— se decantase por Cantacuzeno y ganó terreno en Tesalia a costa de los catalanes de Atenas. No obstante, otra tentativa de invadir Macedonia desde Serbia fracasó nuevamente ante Serres. Mientras, la esposa de Cantacuzeno, Irene, pidió ayuda a los búlgaros para romper el cerco al que el ejército de los regentes sometía a Didimótico. Iván Alejandro envió tropas, que se enfrentaron a las de la regencia, aunque no pusieron en ello gran empeño ni tampoco en socorrer la ciudad y se dedicaron principalmente a saquear la región.

## Cantacuzeno retoma la iniciativa: 1343-1345

Cantacuzeno gozó de la ayuda de los beylicatos de Anatolia:
- En naranja, cerca de Constantinopla, el Emirato otomano.
- En rojo, a la izquierda, el de Aydın.
- En amarillo, a la izquierda, el de Saruhan.

En este momento del conflicto, la posición de Cantacuzeno mejoró notablemente gracias a la intervención de su antiguo amigo Umur Beg que, a finales de 1342 o principios de 1343, ascendió por el río Evros con una flota de trescientos navíos y veintinueve mil soldados —según Cantacuzeno, quince mil según fuentes turcas— y liberó Didimótico tanto del cerco de las fuerzas de la regencia como de los saqueos de los búlgaros. Después de pillar Tracia durante algunos meses, Umur tuvo que retirarse a Asia a comienzos del invierno, al que los turcos no estaban acostumbrados. Esta nueva situación disgustó a Dušan, pues le otorgó a Cantacuzeno un territorio propio y redujo la dependencia de este de su cooperación. La crisis final entre Dušan y Cantacuzeno ocurrió en abril de 1343, cuando este persuadió a la ciudad de Beroea, cercada por los serbios, de rendirse a él en vez de a Dušan. Otras ciudades de la región hicieron lo propio, entre ellas Servia y Platamo, lo que reforzó la posición de Cantacuzeno, le dio mayor independencia de Dušan, y frustró los planes expansionistas del caudillo serbio. Percibiendo que tenía poco más que ganar apoyando a Cantacuzeno, Dušan retomó las negociaciones con la regencia y concluyó con ella una alianza formal en el verano de 1343.
Mientras, Cantacuzeno y su ejército, acampados en los alrededores de Tesalónica, esperaban tomar la ciudad con la cooperación de sus partidarios en la urbe. Apocaucos llegó al frente de una flota bizantina para auxiliar a los zelotes, cercando a Cantacuzeno en Macedonia, entre Tesalónica y las conquistas de Dušan. Una vez más, Umur de Aydın acudió en ayuda de Cantacuzeno con una flota que transportaba seis mil hombres, frente a la cual Apocaucos optó por retirar la suya. Aun así, Tesalónica, reforzada, fue capaz de resistir el asedio de Cantacuzeno y Umur. Aunque había fracasado en su intento de tomar Tesalónica, la presencia de sus aliados turcos le permitió a Cantacuzeno volver su atención a Tracia. A finales de 1343, dejó a su hijo Manuel como gobernador de Beroea y marchó en dirección a Didimótico, socorrió la ciudad y finalmente se reencontró con su esposa después de dos años de ausencia. De camino a la localidad, Cantacuzeno tomó diversas fortalezas en Tracia, aunque fracasó nuevamente ante Periteorio. Continuó con una victoriosa campaña en la que se adueñó de Komotiní y otras fortalezas en la zona de las montañas Ródope. En los dos años siguientes, las ciudades y fuertes de Tracia cayeron en sus manos una tras otra, pero a un alto coste, pues sus tropas, mayoritariamente turcas, saquearon repetidamente la región. El cambio de suerte de la guerra no pasó desapercibida para sus enemigos. A finales de 1344, diversas personalidades desertaron al bando de Cantacuzeno, entre ellos Juan Vatatzes, general y pariente político tanto de Apocaucos como del patriarca griego, del patriarca de Jerusalén Lázaro, y, lo que resultaba más importante todavía, de Manuel Apocaucos, hijo del megaduque y gobernador de Adrianópolis.

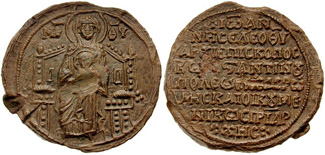
Sello del patriarca de Constantinopla Juan XIV Kalekas.

Por otra parte, la alianza de la regencia con Dušan solo favorecía al caudillo serbio, que tenía libertad para saquear toda la región de Macedonia y Epiro. A finales de 1345, solamente Tesalónica, gobernada por los zelotes, Serres y sus alrededores, que permanecían leales a la regencia juntamente con Beroea, gobernada por Manuel Cantacuzeno, permanecían libres del dominio serbio.
Esta situación general presentó a la regencia considerables dificultades. A pesar de la hábil gestión de las finanzas estatales por Apocaucos, la destrucción causada por el prolongado conflicto vació el tesoro imperial. En agosto de 1343, la emperatriz Ana tuvo que empeñar sus joyas en Venecia a cambio de treinta mil ducados. Además, los saqueos turcos en Tracia causaron carestía en Constantinopla. Esperando ayuda occidental, Ana apeló al papa, prometiendo su sometimiento, el de Juan V, el de Apocaucos y aun el del mismísimo patriarca a su autoridad, y comenzó a perseguir a todos los que demostraban ser procantacuzenistas y a los palamistas antioccidentales.
En 1344, la regencia rubricó una nueva alianza con el Imperio búlgaro, que exigió la rendición de Filipópolis  y otras nueve ciudades del norte de Tracia a lo largo del río Evros. Pero, después de ocuparlas, Iván Alejandro evitó realizar acciones directas contra las fuerzas de Cantacuzeno que campaban por el sur y el este de Tracia. Mientras, Momchil, un comandante a quien Cantacuzeno había encargado controlar la región de Merope en los montes Ródope, desertó y se pasó a la regencia. A comienzos de 1344, Cantacuzeno perdió el apoyo de Umur y del grueso de su ejército, que regresaron a sus territorios para rechazar un ataque latino a su principal puerto, Esmirna. En el camino, los serbios acaudillados por Gregorio Preljub atacaron a los turcos, pero estos consiguieron vencerlos en la batalla de Estefaniana. Incluso en esta apurada situación, Cantacuzeno consiguió repeler los ataques conjuntos de Dušan y Apocaucos hasta que Umur pudo regresar en su auxilio en la primavera del año siguiente, al frente de veinte mil soldados.
Cantacuzeno y Umur realizaron varias incursiones en Bulgaria y se enfrentaron a Momchil. Este había aprovechado el vacío de poder en los Ródopes, una tierra de nadie entre los serbios, búlgaros y bizantinos, para erigirse en príncipe semiindependiente sostenido por una considerable hueste de cerca de cinco mil hombres. El 7 de julio de 1345, los dos ejércitos se enfrentaron en la Batalla de Periteorion. El ejército de Momchil fue aniquilado y él, muerto. Poco después, Dušan cercó Serres. Al rechazar la exigencia de Cantacuzeno de abandonar el asedio, pareció que el enfrentamiento entre ambos era inevitable hasta que la noticia de que Alejo Apocaucos había sido asesinado en Constantinopla volvió la atención de Cantacuzeno nuevamente a la capital bizantina.

## Últimos años: 1345-1347
A principios de 1345, Cantacuzeno envió frailes franciscanos para presentar a la regencia una oferta de reconciliación, que esta nuevamente rechazó. A pesar de esta muestra de confianza, la posición de la regencia seguía insegura. Las deserciones del invierno anterior debilitaron su control de la capital y, como respuesta, Apocaucos había realizado una serie de proscripciones. También había ordenado la construcción de una nueva prisión para encerrar presos políticos. El 11 de junio de 1345, mientras participaba en la inspección de la prisión sin la compañía de guardaespaldas, los presos lo lincharon.
Cuando Cantacuzeno recibió la noticia, marchó inmediatamente a Constantinopla, apremiado por sus aliados, que esperaban que la muerte de Apocaucos precipitara la rápida derrota de la regencia. Cantacuzeno, sin embargo, dudaba en hacerlo y, de hecho, el patriarca y la emperatriz Ana controlaron rápidamente la situación. A la vez, Cantacuzeno sufrió una serie de reveses, que comenzaron cuando Juan Apocaucos, el gobernador nominal de Tesalónica, al anunciar su apoyo a Cantacuzeno y su intención de rendir la ciudad, fue apartado inmediatamente por los zelotes y muerto, juntamente con todos los aliados de Cantacuzeno en la urbe. Enseguida, Juan Vatatzes, que había desertado a las filas de Cantacuzeno el año anterior, cambió nuevamente de bando. Intentó arrastrar consigo a algunos de los aliados turcos y a varias ciudades tracias, pero fue asesinado poco después. Finalmente, Cantacuzeno perdió el apoyo de su más importante aliado, Umur de Aydın, que marchó con su ejército para luchar contra los cruzados en Esmirna. Para suplir su falta, Cantacuzeno se alió con el emir de Saruhan y, también con Orhan I, soberano del pujante Emirato otomano de Bitinia.

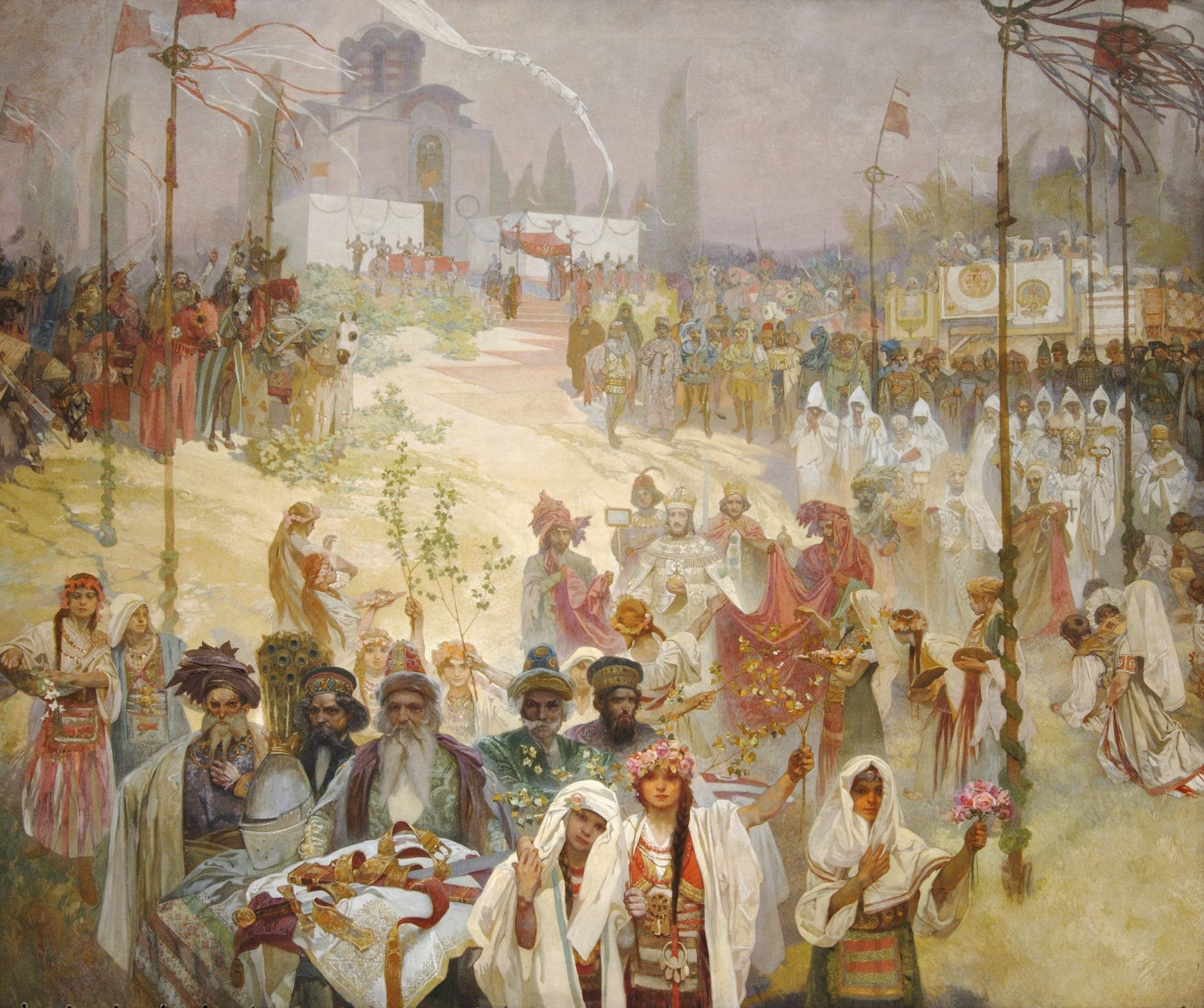
Coronación de Esteban Dušan, el gran beneficiado del conflicto, como «emperador de los serbios y romanos».

En septiembre de 1345, después de un largo asedio, Serres finalmente se rindió a Dušan. El gobernante serbio, que controlaba ya la mitad del territorio bizantino de 1341, se sintió animado por este éxito y reclamó para sí el trono imperial. Por tanto, el Domingo de Pascua, 16 de abril de 1346, fue coronado «emperador de los serbios y romanos» en Skopie, acto que marcó la fundación del Imperio serbio. Suscitó además que Cantacuzeno, que había sido proclamado emperador en 1341, ordenara que su coronación formal se celebrase el 21 de mayo en Adrianópolis, en un acto presidido por el patriarca de Jerusalén, Lázaro. Enseguida, convocó un sínodo de obispos para excomulgar al patriarca de Constantinopla, Juan Kalekas. No mucho después, las relaciones de Cantacuzeno con su nuevo aliado Orhan se estrecharon mediante la boda de su hija, Teodora Cantacuzena, y el emir otomano en una elaborada ceremonia en Selimbria.
Para la regencia, la situación se tornó desesperada. Las peticiones de ayuda de la emperatriz Ana a las potencias extranjeras resultaron infructuosas, pues tanto Orhan como otros jefes turcos rechazaron ayudarla. Solamente Balik, el gobernante del Principado de Karvuna, envió una fuerza selecta de mil soldados con sus hijos al frente, los hermanos Teodoro y Dobrotitsa, pero estos también fueron derrotados por el protoestrator Jorge Facrases. El Emirato de Saruhan le ofreció una fuerza más sustancial, de seis mil hombres, en el verano de 1346, pero, en vez de combatir, saquearon Tracia y después desertaron al ejército de Cantacuzeno. Los ingresos de la regencia seguían siendo exiguos, los genoveses nuevamente retomaron los territorios imperiales de Quíos y Focea, e incluso, el 19 de mayo de 1346, una parte de Santa Sofía se hundió, un presagio terrible en opinión de los habitantes de la capital.
Alrededor del verano de 1346, Cantacuzeno estaba al borde de la victoria. Dejó Tracia sometida a su hijo Mateo y se trasladó a Selimbria, más cerca de Constantinopla. Sin embargo, no atacó la capital, sino que esperó casi un año a que se rindiese. En sus memorias, explica que lo hizo porque no quería soltar a los turcos en la ciudad, aunque algunos de sus contemporáneos, como Grégoras, lo acusaron de indecisión y de prolongar la guerra sin necesidad.
Conforme los meses pasaban y las privaciones en Constantinopla aumentaban, la fracción favorable a Cantacuzeno en la capital creció, ya que la emperatriz rechazaba incluso sopesar la posibilidad de negociar. En dos ocasiones, se enviaron agentes a asesinar a Cantacuzeno, pero fracasaron. La emperatriz terminó finalmente peleada con el patriarca Juan Kalekas, que fue depuesto en un sínodo el 2 de febrero de 1347. Esa misma noche, los aliados de Cantacuzeno abrieron el Portón de Oro, entonces en desuso, y Cantacuzeno penetró en la ciudad con mil hombres. Mientras, casi sin resistencia, las tropas cercaron el Palacio de Blanquerna, residencia imperial, pero la emperatriz aún se negó a rendirse, temiendo aún por su seguridad. Como la situación continuó así durante varios días, los soldados de Cantacuzeno se impacientaron y atacaron parte del complejo palaciego. Juan V entonces convenció a su madre de aceptar el acuerdo con el enemigo.

## Acuerdo de paz y reinado de Cantacuzeno

El imperio balcánico de Esteban Dušan, establecido en parte a costa de los bizantinos.

El 8 de febrero de 1347, la guerra  terminó oficialmente con un acuerdo que hacía de Cantacuzeno el emperador principal durante diez años, tras los cuales él y Juan V reinarían en igualdad. Cantacuzeno también prometió perdonar a todos sus adversarios. Para sellar el pacto, Juan V se casó con la hija de Cantacuzeno, Helena, y, en mayo, Cantacuzeno fue coronado nuevamente en la Iglesia de Santa María de las Blanquernas. Al final, como comentó Donald Nicol, el largo conflicto no tuvo consecuencia alguna, los términos de la paz «podrían haberse negociado cinco años antes y haber ahorrado al imperio mucha amargura, odio y destrucción".
A pesar de la moderación y clemencia mostradas por Cantacuzeno en su acuerdo, no todos lo aceptaron. Algunos aliados de los Paleólogos aún no confiaban en él, mientras que sus propios aliados habrían preferido el derrocamiento inmediato de la antigua dinastía y su sustitución por los Cantacuzeno. Al primogénito de Cantacuzeno, Mateo, también le disgustó el que se lo postergase frente a Juan V y hubo de apaciguársele mediante la creación de un señorío semiautónomo que cubría gran parte de la Tracia occidental, que sirvió de marca contra la Serbia de Dušan. De los territorios bizantinos restantes, solo el de los zelotes de Tesalónica, convertido en un enclave aislado rodeado por los serbios, rechazó aceptar el nuevo acuerdo, volviéndose así un territorio de facto independiente hasta 1350, cuando Cantacuceno conquistó la ciudad.
Después de 1347, Juan VI Cantacuzeno intentó revivir el Imperio bizantino, pero solo lo logró a medias. Ayudado por la reducción de la población provocada por la peste negra, Dušan y su general Preljub tomaron las fortalezas de Cantacuzeno en Macedonia, Epiro y Tesalia en 1347-1348, completando así la conquista de las tierras bizantinas que aún quedaban en Grecia. Una tentativa de reducir la dependencia de Bizancio del abastecimiento de víveres y del comercio marítimo dominados por los comerciantes genoveses llevó a la guerra bizantina-genovesa, que terminó en 1352 con una paz con concesiones por ambas partes. En 1350, Cantacuzeno se aprovechó de que Dušan estaba enfrascado en una guerra contra el Reino de Bosnia para tomar Tesalónica a los zelotes, y Beroea, Vodena y otras ciudades macedonias que estaban en poder de los serbios, pero el emperador serbio recuperó pronto el territorio perdido. Finalmente, de las efímeras conquistas, los bizantinos solo lograron conservar Tesalónica.
Las relaciones entre Mateo Cantacuzeno, que ahora gobernaba en la Tracia Oriental, y Juan V Paleólogo, que asumió el antiguo señorío de Mateo en la Tracia Occidental, rápidamente se deterioraron y originaron otro conflicto interno. La guerra estalló en 1352, cuando Juan V, apoyado por tropas venecianas y turcas, acometió contra Mateo. Juan Cantacuzeno marchó para apoyar a su hijo con diez mil soldados otomanos y retomó las ciudades de Tracia, saqueándolas al mismo tiempo. En octubre de 1352, en Didimótico, la fuerza otomana venció a cuatro mil serbios que Estaban Dušan había enviado para ayudar a Juan V. Esta fue la primera victoria otomana en Europa y una clara señal de los tiempos venideros. Dos años después, la captura de Galípoli por los otomanos marcó el inicio de la conquista de los Balcanes que culminaría, un siglo después, con la Caída de Constantinopla. Mientras tanto, Juan V huyó a la isla de Tenedos, desde donde intentó, sin éxito, tomar Constantinopla en marzo de 1353. Juan VI Cantacuzeno reaccionó coronando a Mateo coemperador, pero Juan V, con la ayuda de los genoveses y aprovechándose de la escasa popularidad de Cantacuzeno, consiguió entrar en la capital en noviembre de 1354. Juan VI abdicó y se retiró a un monasterio. Mateo aún resistió en Tracia hasta 1357, cuando también él abdicó, lo que dejó a Juan V como único gobernante de un Estado arruinado.

## Consecuencias de la guerra civil
La guerra civil supuso un punto de inflexión en la historia del Imperio bizantino. En palabras del bizantinista Angeliki Laiou: «después del final de la segunda guerra civil, Bizancio era un imperio únicamente de nombre», mientras que, según Eva de Vries-Van der Velden, la contienda marcó «el punto entre el declive y la caída del Imperio bizantino».
La división entre bizantinos y la dependencia de tropas extranjeras, especialmente serbios y turcos, fomentaron el expansionismo de estos, sobre todo de los últimos. Dušan, en particular, se mostró muy hábil al explotar la guerra civil para extender sus territorios a costa del imperio. Además de causar pérdidas territoriales, el largo conflicto agotó los recursos bizantinos. Tracia, el mayor territorio contiguo aún en poder del imperio, sufrió una devastación tal que la hizo, al igual que Constantinopla, dependiente de los alimentos importados de Bulgaria y de Crimea. El comercio quedó interrumpido y el tesoro contenía, en las palabras de Grégoras, «nada además que átomoa de Epicuro». Cantacuzeno agotó también su fortuna personal y la emperatriz Ana dejó el imperio con grandes deudas con los venecianos. La guerra también acabó con la administración centralizada imperial de las provincias; las zonas rurales pasaron a gestionarse por un sistema señorial, con el poder en manos de magnates locales. A pesar de su considerable riqueza, estos señores, mediante exenciones o simple evasión, evitaban pagar impuestos al Gobierno central. Además, la llegada de la peste negra en 1347 y la reaparición periódica de la epidemia redujeron todavía más la base fiscal y de reclutamiento de soldados del imperio, lo que impidió cualquier acción para recuperar los territorios arrebatados por los serbios.
Juntamente con la reanudación de la guerra en 1352, estos factores, principalmente la peste, eliminaron toda oportunidad de recuperación, incluso modesta, similar a la experimentada con Andrónico III Paleólogo. En adelante, Bizancio permaneció amenazado permanentemente por sus vecinos más poderosos, incapaz de emprender una política externa independiente, paralizado por una falta crónica de recursos y enfrascado en constantes conflictos internos. Sin embargo, gracias a la combinación fortuita de la situación externa y de una habilidosa diplomacia, el imperio consiguió sobrevivir más de un siglo hasta ser finalmente conquistado por los otomanos en 1453. Solamente el enclave bizantino en Morea permaneció próspero, habiéndose librado de la desolación de la guerra civil por su relativo aislamiento. El nombramiento de Manuel Cantacuzeno como déspota en 1349 marcó la creación del semiindependiente Despotado de Morea, que experimentó el último florecimiento cultural y económico del mundo bizantino, hasta que también cayó en poder de los otomanos en 1460.